# Orhei
Orhei ([orˈhej], ryska: Оргеев, jiddisch: Uriv – אוריװ) är en stad i distriktet Orhei i Moldavien. Den hade 21 065 invånare (2014). Staden ligger omkring 40 kilometer norr om Chișinău.
Ordet Orhei betyder fästning på rumänska, men namnet härstammar troligen från ungerskans Őrhely, då det var ungrarna som först lät befästa området under 1200-talet.